# 拉杜麗

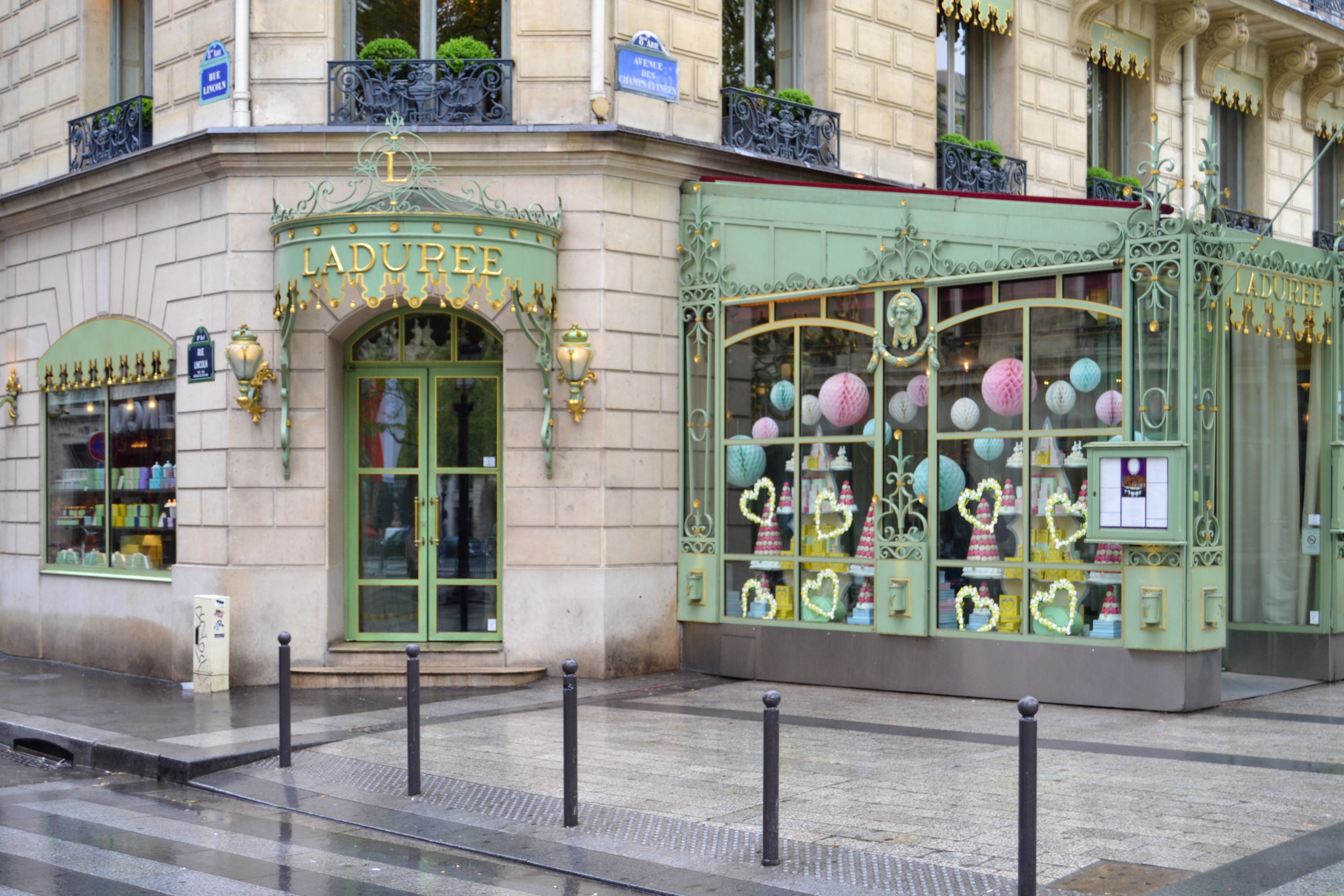
香榭大道旗艦店

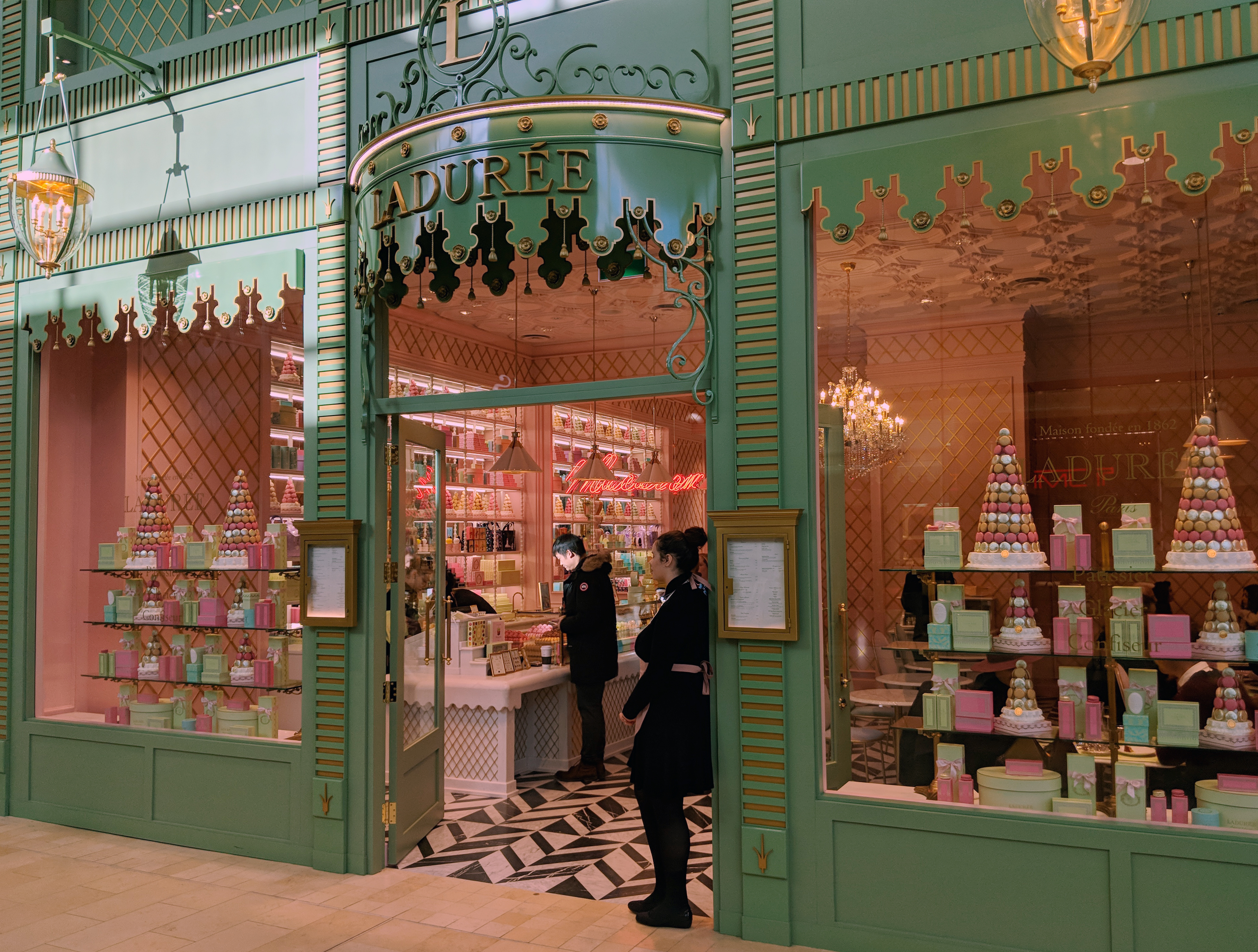
加拿大多倫多分店

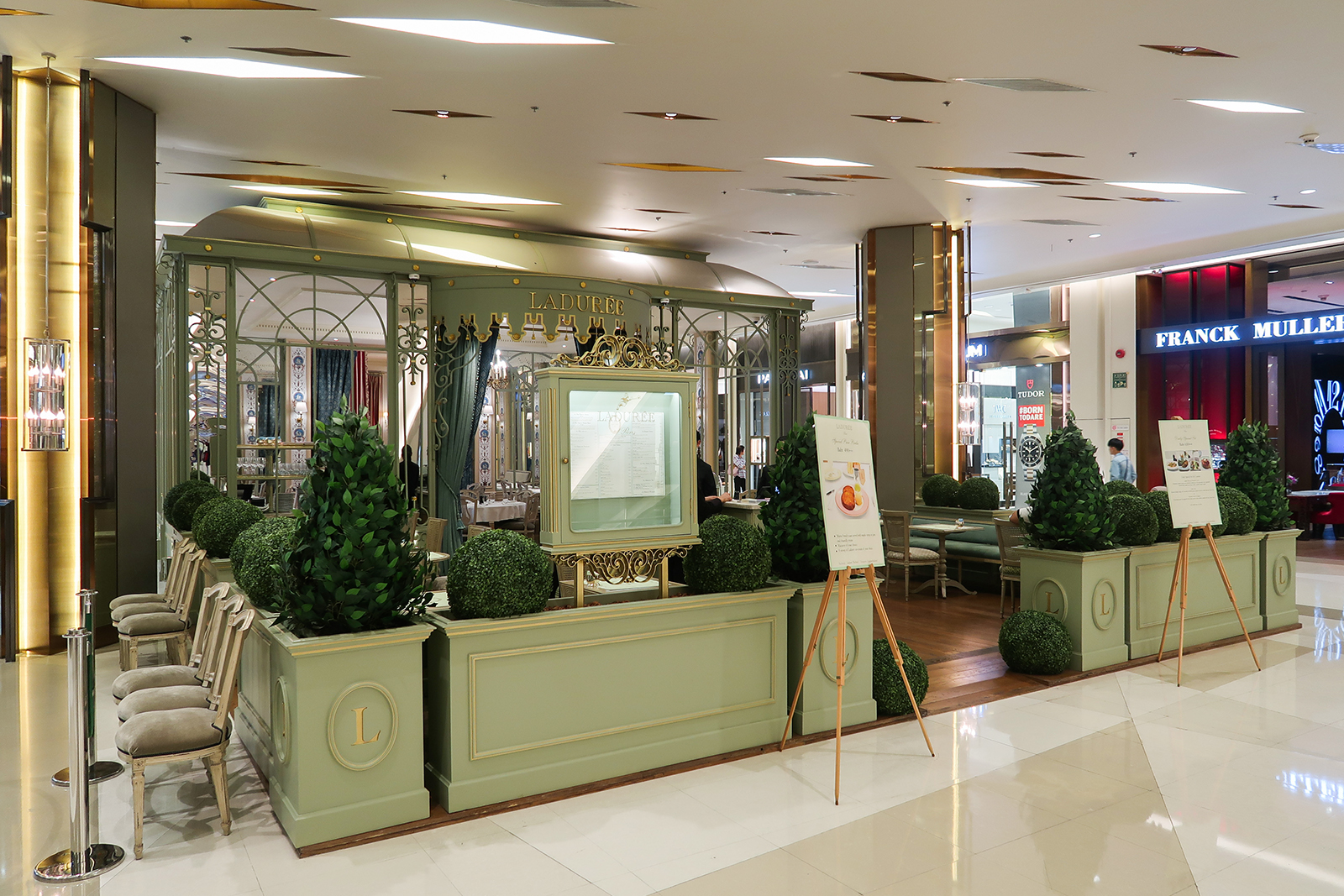
泰國Siam Paragon分店

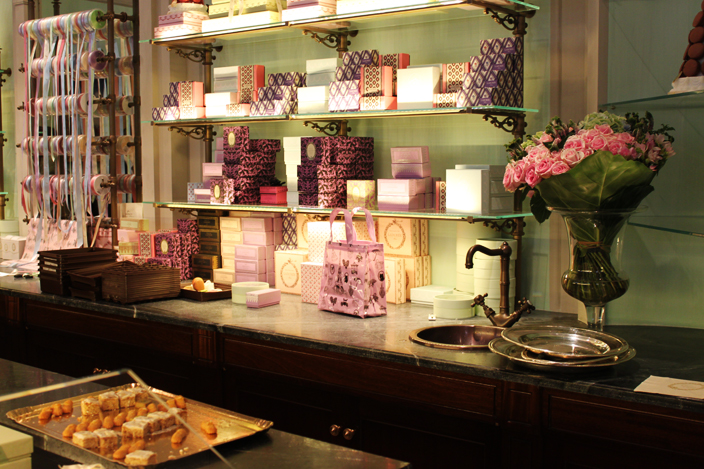
店內的糕點陳設

拉杜麗（法语：Ladurée，法语发音：[la.dy.ʁe]），法國精緻糕點品牌，成立于1862年，是全球首屈一指的雙層馬卡龍賣家，日銷一萬五千個。PâtisserieE.Ladurée公司（sociétéPâtisserieE.Ladurée）是一個社會公民行動簡化公司（簡化股份公司），總部設在法國的馬爾康巴勒爾。

## 歷史
路易·歐內斯特·拉杜雷是一位磨坊主，同時也是一位多產的作家，包括戲劇、詩歌、小說、散文、歷史和科學作品，他留下兩萬多封信和兩千多本書籍和小冊子。儘管當時法律制度相當嚴格，且反抗制度的人會受到嚴厲的懲罰，他仍是直言不諱的社會改革提倡者。作為一個諷刺的辯論主義者，他經常在作品中批評不寬容、宗教教條和當局政權。1862年他在巴黎的皇家大道上創立麵包店，
然而1871年巴黎公社起義期間，麵包店被燒毀。爾後他在同一地點新開一家糕點店，並委託JulesChéret進行室內裝潢。天花板上畫有胖嘟嘟的天使，穿著糕點廚師服，這個天使後來成為公司的標誌，店裡內外部由相同的青瓷色調繪製。Ladurée在1930年稍有名氣，當時他的孫子皮埃爾·德凡康奈斯從雙層臥室的概念發想，把兩個馬卡龍疊在一起，並以奶油甘納許作為餡料。十六世紀時皇后凱薩琳·德·麥地奇將馬卡龍從義大利引進法國，這些餅乾的食譜歷年來沒有太大變化，但材料的份量使用和最終的外觀取決於烘焙師。
德凡康奈斯還在糕點店開了一間茶室，在那個時代，婦女們不被允許進入咖啡館，這間茶室非常成功，婦女們能在茶室享受聊天時光，不再受限於自家。 皮埃爾·赫爾蒙讓拉杜麗聲名大噪，他曾說: 「在一年內，拉杜麗從巴黎第八區的一家小麵包店，搖身成為大品牌。當我接手時，內部毫無組織，連商標都沒有，我還引進專業技術。」 

## 現今
1993年Groupe Holder接管拉杜麗，Holder的家族事業亦擁有法國PAUL連鎖麵包店，在接管後，該公司將拉杜麗從單一麵包店面打造成連鎖品牌，1997年先後在香榭大道及春天百貨開設糕點店和茶室，這兩家店皆由建築師雅克˙加西亞負責裝潢；2002年在巴黎波拿巴街設立另一家由羅賽妮˙羅卓各設計的分店，而拉杜麗第一家海外分店於2006年在倫敦開張，亦為羅卓各所負責裝潢，
波拿巴街和哈羅德百貨分店的外帶服務成為典範。拉杜麗今日版圖已擴至澳大利亞，亞塞拜然，黎巴嫩，比利時，香港，愛爾蘭，義大利，日本，科威特，盧森堡，摩納哥，摩洛哥，巴拿馬，菲律賓，卡塔爾，羅馬尼亞，沙特阿拉伯，新加坡，南韓，瑞典，瑞士，台灣，土耳其，阿聯酋，英國和美國。
2012年，拉杜麗發表一系列馬卡龍色系的化妝品。於2012年2月和11月分別在日本及歐洲市場推出。2014年2月，拉杜麗邀請珠寶設計師Marie-Hélènede Taillac設計了一系列時尚馬卡龍，盒子繪有彩虹色的項鍊，並綴上金色亮片及繽紛的橄欖寶石。該商品售價24美元。 拉杜麗也在東京、巴黎和紐約的商店裝潢了Marie-Hélènede Taillac風格的窗戶。

## 文化
拉杜麗為蘇菲亞·柯波拉執導的電影《凡爾賽拜金女》製作馬卡龍，在法國王后瑪麗·安東尼和梅西大使對戲的場景中可以看到。拉杜麗馬卡龍亦是熱門美劇《花邊教主》中Blair Waldorf最喜歡的甜點。拉杜麗定期與時裝設計師合作：2009年與克里斯提·魯布托與瑪尼合作，2011年，拉杜麗則被摩納哥王子的婚禮選中。

## 店鋪據點
除了巴黎的六家店面，凡爾賽宮有一家，還有另外三家位於戴高樂機場，2017年4月份在以下城市擁有據點
歐洲
- 安特衛普(1)
- 巴庫(1)
- 布鲁塞爾(1)
- 坎城(1)
- 戴高樂機場(11)
- 維爾(1)
- Crans-Montana(1)
- 都柏林(1)
- 佛羅倫斯(1)
- 日内瓦(4)
- 洛桑(2)
- 里斯本(1)
- 倫敦(4)
- 盧卡(1)
- 盧森堡(1)
- 梅傑夫(1)
- 米蘭(2)
- 摩纳哥(1)
- 莫斯科(1)
- 尼斯(1)
- 巴黎(9)
- 奥利(4)
- 羅馬(1)
- 勝特羅佩(1)
- 斯德哥爾摩(1)
- 凡爾賽(1)
- 蘇黎世(1)

亞洲
- 曼谷(1)
- 貝鲁特(3)
- 杜拜(3)
- 香港(3)
- 伊斯坦堡(2)
- 科威特市(2)
- 京都(1)
- 馬尼拉(2)
- 菲律賓(1)
- 卡達(1)
- 利雅(2)
- 首爾(1)
- 上海
- 新加坡(1)
- 東京(5)
- 横滨(1)

非洲
- 卡薩布蘭卡(1)

北美洲和南美洲
- 貝弗利山(1)
- 洛杉磯(1)
- 紐約(2)
- 邁阿密(2)
- Bal Harbour(1)
- 巴拿馬(1)
- 温哥華(2)
- 華盛顿特區(1)

澳大利亞
- 墨爾本(1)
- 雪梨(2)

## 外部連結
- 官方网站